# 尼克·黑格
泰勒·尼克劳斯·黑格（英語：Tyler Nicklaus Hague，1975年9月24日—），是一位美国NASA宇航员。作为NASA第二十一组宇航员中的一员，曾执行过联盟MS-10, 联盟MS-12 (远征59/60)任务。

## NASA事业
黑格被选为NASA第二十一组宇航员的成员，并于2015年7月完成训练。

### 远征57/58
2018年10月11日，黑格和俄羅斯航太宇航员阿列克谢·奥夫奇宁搭乘联盟MS-10从哈萨克斯坦拜科努尔航天发射场发射升空，准备前往国际空间站。在第一级分离后，火箭第二级出现故障，任务中止，飞船以弹道轨迹返回地面，两名航天员成功逃逸并被搜救人员发现，状况良好。同年12月4日，NASA的专家承认此次飞行为航天活动，尽管有人认为飞船在当天并未越过卡门线。

### 远征59/60
黑格同阿列克谢·奥夫奇宁于2019年3月14日搭乘联盟MS-12再次前往国际空间站，执行远征59/60长期考察任务。通行的还有美国宇航员克里斯蒂娜·科赫。
在长期考察任务期间，黑格进行了3次太空行走。
2019年10月3日，黑格同阿列克谢·奥夫奇宁，以及阿拉伯联合酋长国宇航员哈扎·曼苏里，搭乘联盟MS-12返回地球。